# Puchar Polski w piłce siatkowej kobiet (1996/1997)
Puchar Polski w piłce siatkowej kobiet 1996/1997 – 40. sezon rozgrywek o siatkarski Puchar Polski, rozgrywany od 1932 roku.

## Klasyfikacja końcowa
| Miejsce | Drużyna                       |
| ------- | ----------------------------- |
| 1.      | Dick Black La Festa Andrychów |
| 2.      | BKS Stal Bielsko-Biała        |
| 3.      | Augusto Kalisz                |
| 4.      | Chemik Police                 |